# Galerius
Galerius (tiếng Latin: Gaius Galerius Valerius Maximianus Augustus, khoảng năm 260 - tháng 4 hoặc tháng 5 năm 311), là Hoàng đế La Mã trong giai đoạn từ năm 305 đến năm 311  Trong triều đại của mình, ông đã tiến hành chiến dịch chống lại Đế chế Sassanid, với sự trợ giúp của Diocletianus, và cướp phá kinh đô Ctesiphon của họ vào năm 299. Ông cũng tiến hành chiến dịch chống lại người Carpi ở phía bên kia bờ sông Danube, đánh bại họ vào năm 297 và trong năm 300. Mặc dù là một người đối nghịch mạnh mẽ với Kitô giáo, nhưng chính Galerius đã kết thúc cuộc bức hại do Diocletianus khởi xướng qua việc ban hành một sắc lệnh khoan dung vào năm 311.

## Đầu đời
Galerius đã được sinh ra ở Serdica, mặc dù một số học giả hiện đại xem xét địa điểm chiến lược nơi sau này ông cho xây dựng một cung điện mang tên người mẹ của ông - Felix Romuliana (Gamzigrad) - nơi sinh và nơi chôn cất ông  Cha ông là một người Thracia và mẹ ông, Romula là một phụ nữ Dacia, bà đã rời bỏ Dacia vì các cuộc tấn công của người Carpi :19 Ban đầu ông nối nghiệp cha mình, đó là một người chăn bò, mà nhờ đó ông đã nhận được tên họ của mình, Armentarius (tiếng Latin: armentum).
Ông đã phục vụ trong quân đội dưới triều đại của hoàng đế Aurelianus và Probus. Trong năm 293, khi chế độ Tứ Đầu chế được thiết lập, ông đã được chỉ định là Caesar cùng với Constantius Chlorus,và cưới con gái của Diocletianus, Valeria (sau này được biết là Galeria Valeria), và cùng thời điểm đó, ông được trao quyền cai quản các tỉnh Illyria. Sau một vài năm tiến hành các chiến dịch chống lại người Sarmatia và người Goth trên khu vực sông Danube, ông đã được giao quyền chỉ huy các quân đoàn trên biên giới phía đông của đế quốc. Ngay sau khi được bổ nhiệm, Galerius được phái tới Ai Cập để dập tắt cuộc khởi nghĩa ở các thành phố Busiris và Coptos.

## Cuộc chiến tranh với Ba Tư

### Xâm lược và phản công
Năm 294, Narseh, người con trai vốn không được kế vị ngai vàng nhà Sassanid của vua Shapur I, đã cướp ngôi vua Ba Tư. Narseh có thể đã sát hại vua Bahram III, vốn còn quá trẻ khi được một quý tộc tên là Vahunam đưa lên ngai vàng ngay sau khi vua Bahram II qua đời vào năm 293 :292:69Vào đầu năm 294, trong khi Narser gửi cho Diocletianus các gói quà tặng theo phong tục, thì ở Ba Tư, ông ta đã phá hủy mọi dấu vết của những vị vua tiền nhiệm ngay lập tức, tẩy xoá tên của họ khỏi những đài tưởng niệm công cộng. Ông ta đã cố gắng để đồng nhất bản thân mình với những triều đại hiếu chiến của vua Ardahir I (r. 226-41) và Shapur (r. 241-72), vị vua đã cướp phá thành Antioch của người La Mã và bắt hoàng đế Valerianuslàm tù binh.:69–70
Trong năm 295 hoặc năm 296, Narseh tuyên bố chiến tranh với Rome. Trước tiên, Ông ta dường như đã xâm lược phía Tây Armenia, lấy lại các vùng đất vốn được giao cho Tiridates theo hiệp ước òa bình năm 287. Ông ta sẽ chiếm các vùng đất đó cho đến tận năm sau :149:292 Nhà sử học cổ đại Ammianus Marcellinus là tác giả duy nhất duy nhất đề cập một cách chi tiết về cuộc xâm lược Armenia lúc ban đầu này Southern(1999, 149) đặt thời điểm cho cuộc xâm lược là vào năm 295; Barnes (1982, 17, 293) đề cập đến một cuộc xâm lược khác sớm hơn, một cuộc xâm lược không thành công của Narseh dựa trên thực tế rằng tiêu đề Persici Maximi đã được trao cho tất cả bốn vị hoàng đế; Odahl (2004, 59) đồng tình với Barnes và cho rằng các vị hoàng tử Saracen trong sa mạc Syria đã hợp tác với cuộc xâm lược của Narseh. Narseh sau đó di chuyển về phía nam tiến vào vùng Lưỡng Hà của La Mã, tại nơi đó ông ta đã đánh cho Galerius thua hết lần này tới lần khác, mà vào lúc đó Galerius lại đang chỉ huy của các đạo quân phía Đông, ở khu vực giữa Carrhae (Harran, Thổ Nhĩ Kỳ) và Callinicum (Ar-Raqqah, Syria). Diocletianus lúc đó có thể có hoặc không có mặt tại mặt trận,:652